# Oltre la collina
Oltre la collina (с итал. — «За тем холмом») — дебютный студийный альбом итальянской певицы Мии Мартини, выпущенный в 1971 году на лейбле RCA Records.

## Об альбоме
После нескольких неудачных синглов, выпущенных под настоящим именем Мими Берте, в 1970 году певица берёт себе псевдоним Миа Мартини, которое ей придумал продюсер Альберико Крестик. Вместе они решают записать полноценный альбом. Данная пластинка является одним из первых образчиков концептуальной музыки в Италии, все песни на альбоме объединены темой молодости и проблем, связанных с ней, в частности поиск себя, веры, насилие, отношение с родителями, депрессии и даже самоубийства. Для альбома было записано несколько итальянских каверов на иностранные песни, в их числе «Prigioniero», «Prigioniero», «Nel rosa», «Ossessioni», «Testamento», песня «The Lion Sleeps Tonight» исполняется на английском языке. Нашлось место и оригинальным песням, большинство из которых написали Антонио Кодджио и молодой неизвестный Клаудио Бальони.
Для продвижения альбома был выпущен сингл «Padre davvero», песня не прошла цензуру и не была взята в ротацию на радио, тем не менее, с этой песней Миа получила приз на Фестивале Авангардной Музыки в Виареджо. Также были выпущены синглы «Gesù è mio fratello» и «Credo».

## Список композиций
| №                   | Название                                             | Автор(ы)                                             | Длительность |
| ------------------- | ---------------------------------------------------- | ---------------------------------------------------- | ------------ |
| 1.                  | «Tesoro ma è vero»                                   | Антонелло де Санктис, Пьеро Пинтуччи                 | 4:12         |
| 2.                  | «Padre davvero»                                      | Антонелло де Санктис, Пьеро Пинтуччи                 | 3:57         |
| 3.                  | «Gesù è mio fratello»                                | Оремус, Антонио Кодджио, Клаудио Бальони             | 3:57         |
| 4.                  | «Prigioniero (Stop, I Don’t Wanna Hear It Any More)» | Бруно Лауци, Миа Мартини, Мелани Сафка               | 3:03         |
| 5.                  | «Nel rosa (Into White)»                              | Миа Мартини, Кэт Стивенс                             | 3:38         |
| 6.                  | «Ossessioni (Taking Off)»                            | Антонелло де Санктис, Нина харт                      | 2:59         |
| 7.                  | «The Lion Sleeps Tonight»                            | Джордж Дэвид Вайс, Хьюго Перетти, Луиджи Креаторе    | 2:46         |
| 8.                  | «La vergine e il mare»                               | Антонелло де Санктис, Жан Ролан Мюзи, Лоренс Маталон | 4:30         |
| 9.                  | «Lacrime di marzo»                                   | Антонио Кодджио, Клаудио Бальони                     | 3:34         |
| 10.                 | «Testamento (Au voleur)»                             | Клаудио Бальони, Жан Ролан Мюзи, Лоренс Маталон      | 2:28         |
| 11.                 | «Amore… Amore… un corno!»                            | Антонио Кодджио, Клаудио Бальони                     | 3:46         |
| 12.                 | «Oltre la collina»                                   | Антонио Кодджио, Клаудио Бальони                     | 2:12         |
| Общая длительность: | Общая длительность:                                  | Общая длительность:                                  | 41:03        |

## Чарты
| Чарт (1971)               | Пиковая позиция |
| ------------------------- | --------------- |
| Италия (Classifica album) | 26              |